# Divide County
Divide County är ett administrativt område i delstaten North Dakota, USA. År 2010 hade countyt  2 071 invånare. Den administrativa huvudorten (county seat) är Crosby. 

## Geografi
Enligt United States Census Bureau så har countyt en total area på 3 354 km². 3 263 km² av den arean är land och 91 km² är vatten. 

### Angränsande countyn
- Burke County - öst
- Williams County - syd
- Sheridan County, Montana - väst
- gränsar mot Kanada i nord, nordväst och nordöst